# 李哲熙
李 哲熙（イ・チョリ〈イ・チョルヒ〉、朝鮮語: 이철희、1923年9月10日 - 2014年）は、大韓民国の陸軍軍人、政治家、実業家。第10代韓国国会議員。
本貫は慶州李氏。仏教徒。妻は張玲子で、「檀君以来最大の詐欺事件」と呼ばれる6400億ウォン台の手形詐欺である「張玲子事件」の共同正犯である。

## 経歴
日本統治時代の忠清北道清原郡（現・清州市）出身。植民地時代に志願兵として日本軍に入隊。警備士官学校2期、東国大学、陸軍大学、国防大学院卒、フォードブティスミサイル学校修了。陸軍では1軍情報参謀、陸軍本部情報次長、陸軍情報学校校長、連合参謀本部第二副次長、陸軍諜報部隊長、陸軍防諜部隊長を歴任し、中央情報部においては海外工作局長、国際情報局長、情報次長補、次長を歴任した。1971年1月28日、陸軍少将で予備役編入。1978年の第10代総選挙において維新政友会所属の国会議員となった。
元大統領の全斗煥の姻戚であるため（張玲子の姉の夫の李圭光は全の妻の李順子の叔父）、夫婦はこれを利用して稀代な権力型不正を行った。その後、夫婦は1982年5月に張玲子事件で拘束され、翌年に懲役15年を宣告されたが、1992年3月に仮釈放された。しかし、1994年1月にまた140億ウォン規模の借用詐欺事件で再び拘束され、その後も拘束・収監を繰り返した。2014年に死去。

## 賞勲
- 武功勲章 (大韓民国)[3]